# Cynthia Germanotta
Cynthia Louise Germanotta (rođena Bissett; 30. kolovoza 1954.) američka je aktivistica i poduzetnica. 
Suvlasnica je neprofitne organizacije Born This Way Foundation koju je 2012. osnovala s njezinom kćeri, Lady Gagom.

## Životopis
Cynthia je rođena u Zapadnoj Virginiji, SAD. 
Odrasla je u Wheelingu s ocem Paulom, majkom Veronikom, starijim bratom Paulom i mlađom sestrom Cheryl Ann. 
Preko majke ima talijanske korijene te škotske, engleske i njemačke preko oca.
Završila je Srednju školu John Marshall te diplomirala javnu upravu na Fakultetu George Washington.
Godine 2012., Lady Gaga i Cynthia osnovale su neprofitnu organizaciju Born This Way Foundation. Svojim radom inspiriraju mlade i potiču borbu protiv nasilja i diskriminacije.